# Iešjohka
Iešjohka är en älv i Karasjok och Kautokeino kommuner i Finnmark fylke i norra Norge. Älven kommer från sjön Iešjávri, och mynnar efter 95 kilometer ut i älven Kárášjohka vid Ássebákti. Dess avrinningsområde är 1 874 km².